# 罗伯特·维内
罗伯特·维内（德語：Robert Wiene，德語發音：[ˈviːnə]；1873年4月27日—1938年7月17日）是一位德国默片史上重要的电影导演，尤其以执导影响力深远的默片《卡里加里博士的小屋》以及其他表现主义电影而闻名。他也执导了其他各种风格和题材的影片。纳粹在德国掌权后，维内开始了流亡。

## 注
1. ↑  当时位于德国境内，现属于波兰。